# Chionomys nivalis
Chionomys nivalis, conhecido como rato-das-neves é uma espécie de roedor da família Cricetidae.
Pode ser encontrada nos seguintes países: Arménia, Áustria, Azerbaijão, Bósnia e Herzegovina, Bulgária, Croácia, República Checa, França, Geórgia, Grécia, Israel, Itália, República da Macedónia, Polónia, Roménia, Eslováquia, Eslovénia, Espanha, Suíça, Síria, Turquia, Ucrânia e Portugal.
Os seus habitats naturais são: florestas temperadas e campos de gramíneas de clima temperado.

## Em Portugal
A espécie vive nas montanhas do Parque Natural de Montesinho, em Bragança.
Investigadores da Universidade de Trás-os-Montes e Alto Douro anunciaram, em Novembro de 2015, a descoberta de uma nova espécie de mamífero em Portugal, o rato-das-neves.